# Gregorio Delgado Fernández
Gregorio Delgado Fernández (Batabanó, Cuba, 8 de abril de 1903 - Melena del Sur, 6 de julio de 1964) fue un periodista e historiador cubano.